# Personaggi della Guida galattica per gli autostoppisti
Nella Guida galattica per gli autostoppisti, serie di romanzi scritti dall'autore britannico Douglas Adams, appaiono moltissimi personaggi diversi, che nella gran parte dei casi fanno solo brevi comparse e hanno ruoli marginali all'interno della trama dell'opera, mentre i personaggi principali rimangono quasi sempre gli stessi, cioè Arthur Dent, Ford Prefect, Zaphod Beeblebrox e Tricia McMillan o Trillian.

## Agrajag
Agrajag è una sfortunata creatura il cui destino sembra essere quello di reincarnarsi continuamente e, in ogni sua reincarnazione, per una serie di assurde coincidenze, essere incidentalmente uccisa da Arthur Dent. 
La sua prima apparizione è nel primo libro della serie, dove ha la forma di un vaso di petunie. Agrajag compare numerose volte nel corso dell'opera e ogni volta viene inavvertitamente ucciso da Arthur Dent. Nonostante la sua frequente presenza, sia il lettore che Arthur Dent rimangono inconsapevoli dell'esistenza di Agrajag, fino a quando questi non rivela la propria identità nel terzo libro della serie: La vita, l'universo e tutto quanto.
Normalmente, ogni essere vivente è del tutto inconsapevole delle proprie vite precedenti, ma a causa della costante presenza di Arthur Dent al termine della propria vita, Agrajag acquisisce coscienza di tutte le sue esistenze passate, e comincia a provare un odio ossessivo nei confronti dello stesso Dent, che ritiene responsabile di ogni sua dipartita.
Ne La vita, l'universo e tutto quanto, Agrajag riesce a telestrasportare Arthur Dent in una "Cattedrale dell'Odio" da lui costruita, dove sono presenti tutte le lapidi commemorative della morte di ognuna delle sue incarnazioni per mano di Arthur Dent, nonché una statua enorme e mostruosa dello stesso Dent, coperta degli insulti di Agrajag. La creatura, che al momento ha il corpo di un enorme pipistrello deforme, accusa Arthur Dent di averlo ucciso innumerevoli volte, e dichiara di volerlo uccidere. Nella conversazione si scopre però che Dent non è ancora stato in uno dei luoghi dove Agrajag è morto per mano sua, quindi uccidere Dent sarebbe impossibile dal punto di vista logico. Agrajag tenta comunque di compiere la sua vendetta, e rimane ucciso nel tentativo.
La sua ultima comparsa avviene in Praticamente innocuo dove, come anticipato nel terzo libro della serie, viene ucciso da un proiettile che Arthur Dent riesce a schivare.

## Arthur Dent
Arthur Dent è il personaggio centrale della serie. È un giovane inglese che vive una vita piuttosto normale, fino al giorno in cui il suo amico Ford Prefect non lo porta via dal pianeta Terra, che sta per essere distrutto, e Arthur comincia le sue bizzarre peregrinazioni nello spazio.

## Benjy e Frankie
Benjy e Frankie sono i due topolini bianchi di Trillian. In realtà sono alcuni degli esseri pandimensionali che hanno ordinato la costruzione della Terra per trovare la domanda fondamentale sulla vita, l'Universo e tutto quanto. Persa la Terra, tenteranno di prendere il cervello di Arthur Dent, per poter completare il programma e ottenere la domanda fondamentale.

## Demoniazzi silastici
I Demoniazzi silastici di Striterax sono una razza estinta da tempo, notevole per la sua incontrollabile aggressività verso tutto e tutti. I Demoniazzi ritenevano l'esistenza di tutte le altre forme di vita un insulto personale, e così non facevano che guerreggiare con tutte le altre razze dell'Universo. Accadde che, di fronte ad un conflitto particolarmente duro contro gli Strenui combattoni di Stug, i Demoniazzi persero la pazienza, e ordinarono al potente supercomputer Hactar di progettare l'Arma Definitiva, che avrebbe distrutto l'intero Universo; l'Arma tuttavia risultò difettosa e i Demoniazzi, non contenti di ciò, polverizzarono Hactar e ripresero le loro guerre, sterminando alla fine anche la loro stessa razza.

## Dentrassi
I Dentrassi sono una specie aliena, dall'aspetto peloso; sono ottimi cuochi e barman, e lavorano in gran parte come cuochi di bordo sulle navi della Flotta Costruzioni Stradali Vogon. Sono loro ad aiutare Ford e Arthur a salvarsi dall'esplosione della Terra, offrendo loro di nascosto un passaggio sulla nave vogon. Questo principalmente proprio per fare un dispetto ai Vogon, che odiano gli autostoppisti.

## Eccentrica Gallumbits
Eccentrica Gallumbits, la prostituta dai tre seni di Eroticon 6, viene più volte citata nell'opera, anche se non appare mai in prima persona. Viene menzionata per la prima volta in Guida Galattica per gli Autostoppisti, per aver definito Zaphod Beeblebrox «Il miglior Bang dopo il Big Bang».
Si dice che le sue zone erogene inizino sei chilometri prima del suo corpo reale; Ford afferma invece che sono otto chilometri.
Nel film Atto di forza, appare una prostituta con tre seni, possibile riferimento alla serie, come pure altri dettagli, come il doversi avvolgere la testa con un asciugamano per non farsi localizzare (possibile riferimento alla vorace Bestia Bugblatta di Traal)

## Eddie, il computer di bordo
Eddie è il computer di bordo dell'astronave Cuore d'Oro. Come l'androide Marvin, è un prodotto della Società Cibernetica Sirio; è programmato per essere sempre di umore allegro e cordiale.

## Fenchurch
Fenchurch è una ragazza terrestre, l'unica - insieme a Wonko l'Equilibrato - a serbare il ricordo della distruzione della Terra ad opera dei Vogon dopo la riapparizione del pianeta, e per questo è ritenuta una squilibrata, anche dal fratello Russel. In Addio, e grazie per tutto il pesce ha una storia d'amore con Arthur.

## Ford Prefect
Ford Prefect è un alieno proveniente da un pianeta vicino a Betelgeuse, e lavora come ricercatore per la Guida Galattica per gli Autostoppisti. Sulla Terra ha sempre detto a tutti di essere un attore senza lavoro proveniente da Guildford. Quando il pianeta viene distrutto è lui a salvare la vita ad Arthur Dent, portandolo con sé nello spazio.

## Gag Halfrunt
Gag Halfrunt è uno degli psichiatri più famosi della Galassia, nonché il personale esperto d'igiene mentale di Zaphod Beeblebrox e il "medico del cervello" del prostetnico vogon Jeltz.
È lui la mente dietro la distruzione della Terra. Halfrunt sapeva che il pianeta era in realtà un supercomputer destinato a calcolare la domanda fondamentale sulla vita, l'Universo e tutto quanto, e ha corrotto i Vogon per distruggere la Terra prima che la domanda venisse trovata, dato che avrebbe risolto tutti i problemi esistenziali esistenti, avrebbe lasciato psicologi e filosofi completamente disoccupati.

## Gargravarr
Gargravarr è il custode del mondo B di Ranonia, dove si trova il Vortice di Prospettiva Totale; lui ha il compito di scortare le vittime designate al Vortice. Gargravarr è una pura entità mentale, senza più un corpo, dato che dal suo si è separato legalmente per divergenze personali.

## Golgafrinchani
Gli ex-abitanti del pianeta Golgafrincham, sono una popolazione del passato in viaggio per la Terra. Avevano lasciato il loro pianeta di origine perché lo credevano condannato ad una fine orribile. Arthur e Ford vengono per sbaglio teletrasportati nel passato sull'astronave-arca B, ed è qui che incontrano i Golgafrinchani. Ford li identifica subito, e non a torto, come "un branco di inutili alienati mentali". Difatti, quelli in viaggio per la Terra sono solo un terzo della popolazione di Golgafrincham, il terzo completamente inutile, e sono stati mandati via dal pianeta con una scusa, per arrivare sulla Terra e colonizzarla; sono dunque loro i veri progenitori degli umani, e non i primitivi che vi si trovavano in origine. Ironia della sorte, la popolazione rimasta su Golgafrincham è morta per un'epidemia dovuta ad un telefono sporco, dato che gli sterilizzatori di telefoni erano stati tutti cacciati dal pianeta.

## Governatore dell'Universo
L'Uomo che Governa l'Universo è una persona che vive su un pianeta sconosciuto a tutti, tranne che ai sei uomini che hanno la chiave per accedere al pianeta. Vive solo con il suo gatto, in una capanna di lamiera in mezzo ad una landa desolata. Non ha certezze e vive solo del presente, di ciò che percepisce al momento con i suoi occhi e le sue orecchie; per lui passato e futuro non esistono, e forse nemmeno l'Universo, dato che le cose che vede e sente, anche se a lui possono sembrare un gatto, delle persone, o un tavolo, potrebbero essere solo delle invenzioni della sua mente.

## Grande Ciaparche Verde
Il Grande Ciaparche Verde (The Great Green Arkleseizure in lingua originale) è un'ipotetica divinità adorata dai Jartravartid di Viltvodle VI, secondo cui l'intero Universo è stato generato da un suo starnuto.
Compare per la prima volta ne Ristorante al termine dell'Universo.

## Hactar
Hactar è uno dei computer più potenti mai esistiti. In un remoto passato aveva progettato, per conto dei Demoniazzi silastici di Striterax, una bomba in grado di collegare simultaneamente tutti i nuclei di tutte le stelle, creando così un'immensa supernova che avrebbe distrutto l'Universo, secondo i desideri dei Demoniazzi silastici. Hactar, ritenendo però sbagliato il progetto di distruggere il cosmo, fabbricò una bomba difettosa, e per questo i Demoniazzi lo polverizzarono. Nonostante fosse distrutto, Hactar sopravvisse, e decise di portare a termine il progetto di distruzione che aveva sabotato con i Demoniazzi, e per farlo scelse gli abitanti di Krikkit. Hactar avvolse i suoi resti polverizzati attorno al pianeta, influenzando i Krikkitesi fino a renderli aggressivi e xenofobi come i Demoniazzi silastici, aiutandoli in segreto a ricostituire la tecnologia per distruggere l'intero Universo.

## Hotblack Desiato
Hotblack Desiato è il leader del gruppo musicale La Zona del Disastro, il gruppo più di successo della Galassia, nonché un vecchio amico di Ford Prefect, che lo incontrerà da Milliways - il Ristorante al Termine dell'Universo. Durante questo incontro però Hotblack non interagisce con nessuno, dato che si trova nello stato legale di "cadavere", per sfuggire alla pressione fiscale.

## Jartravartid
I Jartravartid di Viltvodle VI sono una specie aliena di «piccole creature azzurre fornite ciascuna di cinquanta braccia, ragion per cui sono stati gli unici, nella storia delle razze intelligenti, ad aver inventato il deodorante per ascelle prima della ruota.» I Jartravartid credono che l'Universo sia stato generato dallo starnuto di un essere, il Grande Ciaparche Verde, e vivono nel timore della venuta del «Grande Fazzoletto Bianco».

## Krikkitesi
I Krikkitesi sono una razza aliena che per miliardi di anni aveva vissuto senza la minima consapevolezza dell'esistenza di altri mondi o altre specie. Questo perché il cielo del pianeta Krikkit era completamente offuscato da una nube di polvere che impediva la vista di qualunque corpo celeste. Accadde però che un'astronave si schiantò sul pianeta, e i Krikkitesi, scoprendo i viaggi spaziali, furono traumatizzati dalla scoperta di altri mondi e altre razze, e decisero di distruggerli tutti.
I Krikkitesi iniziarono dunque una lunga campagna militare volta alla distruzione di tutte le razze del cosmo; furono tuttavia fermati e costretti a rimanere sul loro pianeta d'origine, che era stato rinchiuso in una barriera temporale. Intrappolati su Krikkit, riuscirono tuttavia, con l'aiuto dei loro robot, a liberare il pianeta dalla sua prigionia, per poter distruggere l'Universo con una singola bomba costruita con l'aiuto del computer Hactar, vero responsabile del loro odio nei confronti dell'Universo. Il loro piano viene sventato infine da Trillian e Arthur che riescono a riportare alla ragione i Krikkitesi prima dell'attivazione della bomba.

## L. Prosser
Il signor L. Prosser è, a sua stessa insaputa, diretto discendente, in linea paterna, di Gengis Khan, da cui ha ereditato però solo una gran pancia e la passione per i cappelli di pelo. Grasso e sempre nervoso; lavorava come impiegato nel comune dove viveva Arthur Dent. Prosser doveva occuparsi di far demolire la casa dello stesso Dent per far posto alla nuova tangenziale; sfortunatamente la Terra venne distrutta quello stesso giorno, per far posto a una nuova iperstrada galattica.

## Lunkwill e Fook
Lunkwill e Fook sono i due programmatori scelti per porre la domanda fondamentale al supercomputer Pensiero Profondo nel giorno della sua attivazione. A ritornare dal computer, sette milioni e mezzo di anni dopo, per sentire la risposta, saranno i loro discendenti Loonquawl e Phouchg.

## Majikthise e Vroomfondel
Majikthise e Vroomfondel, sono due filosofi, rappresentanti dell'Unione Amalgamata dei Filosofi, Saggi, Luminari ed Altre Persone Pensanti. Loro si oppongono al fatto che il computer Pensiero Profondo trovi la risposta alla domanda fondamentale sulla vita, in quanto dichiarano che è un compito da riservare ai Filosofi, che altrimenti rimarrebbero disoccupati.

## Marvin l'androide
Marvin, l'androide paranoico è il robot di servizio a bordo dell'astronave Cuore d'Oro. Marvin è costantemente depresso, perché la sua mente «è troppo vasta per essere riempita da qualsiasi occupazione». Passa il tempo a lamentarsi della vita, irritando tutti i membri dell'equipaggio.

## Materasso
I Materassi nascono e crescono sul pianeta Sconchiglioso Zeta, dove passano la loro esistenza a crogiolarsi nelle paludi del pianeta. Molti di loro vengono uccisi, essiccati e caricati sulle astronavi. I materassi di Sconchiglioso Zeta si chiamano tutti Lorro; Marvin ne incontra uno poco prima di essere rapito dai robot di Krikkit.

## Max Quordlepeen
Max Quordlepeen è un celebre uomo di spettacolo e intrattenitore. È un uomo alto, sottile, dai lineamenti infossati e mani sottili e nervose. Appare da Milliways - il Ristorante al Termine dell'Universo, dove è l'ospite della serata.

## Oglarooniani
Gli Oglarooniani sono gli abitanti del pianeta di foreste Oglaroon. Vivono tutti ammassati su di un unico albero di noce, su cui nascono, crescono, si riproducono, scrivono poesie e filosofia, conducono piccole guerre e muoiono. Non scendono mai dal loro noce, a meno che qualcuno non venga cacciato per aver commesso il crimine di pensare che anche altri alberi possano ospitare vita intelligente. Un errore apparentemente stupido, ma che tutti fanno nell'Universo, in un modo o nell'altro.

## Oolon Colluphid
Oolon Colluphid è più volte citato come autore di controverse, seppur molto vendute, opere filosofico-teologiche, tra cui la trilogia Anche Dio può sbagliare, Altri grossi sbagli di Dio e Ma questo Dio, insomma, chi è? e il best seller Cucù! Be', dov'è andato a finire Dio?

## Paula Nancy Millstone Jennings
Paula Nancy Millstone Jennings di Greenbridge, Essex, Inghilterra. Poetessa. I suoi componimenti detengono il primo posto nell'elenco delle peggiori poesie dell'Universo.

## Pensiero Profondo
Pensiero Profondo è «il secondo più grande computer dell'Universo del Tempo e dello Spazio». Fu costruito da una razza di esseri superintelligenti e pandimensionali per trovare la "risposta alla domanda fondamentale sulla vita, l'universo e tutto quanto". Dopo sette milioni e mezzo di anni di elaborazioni, Pensiero Profondo fornisce la Risposta alla Domanda fondamentale, che risulta essere 42, ma rimane il problema di sapere quale sia la Domanda di cui la risposta è 42. Si dovette allora costruire un nuovo computer per fornire la Domanda alla Risposta Fondamentale sulla Vita, l'Universo e Tutto Quanto. Questo nuovo computer ancora più grande e potente di Pensiero Profondo fu chiamato Terra, "pianeta" popolato da strani indigeni simili a scimmie, che verrà poi demolito dagli alieni Vogon per far posto ad una nuova superstrada iperspaziale, dopo 10 milioni di anni di calcoli, cinque minuti prima che la Domanda venisse rivelata.
Un computer IBM programmato per il gioco degli scacchi fu chiamato Pensiero Profondo (Deep Thought) in suo onore. Perse entrambe le partite giocate con Garry Kasparov nel 1989. Fu il primo della serie dei computer "Deep", a cui appartiene anche Deep Blue che riuscì a sconfiggere Kasparov nel 1996.

## Prak
Prak è uno strano individuo che appare come testimone ad un processo su Argabuthon. Per un incidente causato dai Robot di Krikkit, Prak ingerisce una quantità eccessiva di un siero della verità, e quando gli viene appunto chiesto di dire «la Verità, Tutta la Verità, Nient'altro che la Verità», Prak comincia a declamare tutte le rivelazioni più segrete dell'Universo, le più assurde delle quali riguardano le rane e, soprattutto, Arthur Dent. Tutti i presenti, correndo il rischio di impazzire, vengono allontanati dall'aula e Prak viene isolato dall'esterno fino a quando l'effetto del siero non fosse terminato. Quando Arthur lo incontra gli chiede della domanda fondamentale sulla Vita, l'Universo e Tutto quanto, ma Prak gli rivela che la domanda e la risposta si escludono a vicenda, e non possono coesistere nello stesso universo, perché si annullerebbero a vicenda, e con loro si annienterebbe anche l'intero Universo. Poco prima di morire per lo sfinimento, Prak indica ad Arthur dove potrà trovare il messaggio finale di Dio al creato.

## Prostetnico Vogon Jeltz
Il prostetnico vogon Jeltz è un alieno di razza Vogon impiegato, come gran parte della sua specie, nell'Ente Galattico Viabilità Iperspazio. Il prostetnico Jeltz è il responsabile della "demolizione" del pianeta Terra per conto del Dipartimento Viabilità, e comanda la Flotta Costruzioni Stradali Vogon addetta alla distruzione del pianeta.
Si scoprirà più tardi che la distruzione della Terra non faceva parte di un progetto stradale, e che i Vogon erano stati corrotti per far sparire il pianeta.

## Questular Rontok
Questular Rontok è la Vice Presidente della Galassia. Compare nella versione cinematografica della Guida, interpretata da Anna Chancellor.

## Rob McKenna
Rob McKenna di professione fa il camionista. Lui non ne è consapevole, ma è un Dio della Pioggia; per questo le nuvole lo seguono in tutti i suoi spostamenti e lo annaffiano continuamente. Rob McKenna odia profondamente la pioggia, a cui tuttavia non può sfuggire, e ha un apposito taccuino su cui ne ha appuntati oltre duecento tipi diversi, incontrati in tutti i suoi viaggi. Arthur Dent gli suggerisce di mostrare i suoi appunti ai giornalisti, e Rob McKenna finisce col diventare ricco, facendosi pagare dalle agenzie di viaggi per non andare nelle mete turistiche più popolari.

## Robot di Krikkit
I Robot di Krikkit sono letali androidi bianchi che portano mazze e bardature simili a quelle di un giocatore di cricket. Furono costruiti dai Padroni di Krikkit, per recuperare la chiave che avrebbe liberato il loro pianeta da una prigione dimensionale in cui erano stati rinchiusi per aver tentato di distruggere l'Universo.

## Roosta
Roosta è un vecchio autostoppista, basso, dall'aria logora, che fornisce delle informazioni importanti a Zaphod quando si trova in viaggio verso il mondo B di Ranonia. Roosta è uno dei cinque uomini che con Zaphod avevano progettato di trovare l'uomo che governa l'Universo. Ha un asciugamano imbevuto di diverse sostanze nutritive.

## Russell
Russell è il fratello di Fenchurch. Un uomo corpulento, dai capelli fini e i baffi ossigenati. Russell offre ad Arthur un passaggio in macchina, ed è la prima persona che Arthur incontra sulla Terra dopo otto anni di peregrinazioni nello spazio.

## Slartibartfast
Slartibartfast è uno degli abitanti di Magrathea, ed è un costruttore di pianeti su ordinazione. È specializzato nella creazione delle coste. Nella costruzione della Terra fu lui a creare i fiordi Norvegesi, per i quali vinse un premio.

## Thor
Thor, Dio del Tuono è uno dei tre personaggi della serie che godono dello status di divinità; gli altri due sono Il Grande Ciaparche Verde (che però non appare mai), e Rob McKenna. Thor figura due volte nella serie: la prima è da Milliways-il Ristorante al Termine dell'Universo; la seconda volta è ad un cocktail party in un palazzo volante.

## Tricia McMillan
Tricia McMillan, spesso chiamata anche Trillian, è l'unico essere umano, a parte Arthur Dent, sopravvissuto alla distruzione della Terra. È una giovane astrofisica che da tempo aveva lasciato il pianeta con l'alieno Zaphod Beeblebrox, che aveva conosciuto ad una festa.

## Trin Tragula
Trin Tragula è l'inventore del Vortice di Prospettiva Totale, un macchinario in grado di mostrare a chi lo usa la sua piccolezza rispetto all'intero Universo. Tragula era «un sognatore, un pensatore, un esperto in filosofia teoretica, o, come lo definiva sua moglie, un idiota». Trin Tragula costruì il Vortice proprio per far un dispetto a sua moglie, che lo accusava di "non avere senso delle proporzioni"; Tragula allora, con il Vortice, dimostrò a sua moglie che in un Universo talmente vasto, l'unica cosa che non ci si può permettere è il senso delle proporzioni.

## Uomini Primitivi
Gli Uomini primitivi sono la popolazione originaria del pianeta Terra. Quando Arthur e Ford li incontrano sono ancora degli indigeni primitivi che vivono in piccoli villaggi di capanne. Sono analfabeti e non possiedono neppure un linguaggio vero e proprio, quindi non danno grandi risultati quando Arthur tenta di insegnar loro a giocare a Scarabeo; l'unica parola che riescono a comporre è "Quarantadue", il che rivela la loro appartenenza al programma destinato a trovare la domanda fondamentale sulla vita, l'Universo e tutto quanto. Gli indigeni vengono però sterminati dai Golgafrinchani, che li sostituiscono come specie dominante, alterando così il programma originale della Terra.

## Vorace Bestia Bugblatta di Traal
La Vorace Bestia Bugblatta di Traal è un pericolosissimo e ferocissimo animale alieno noto per essere tremendamente vorace ed ignominiosamente stupido.
Secondo la Guida Galattica per Autostoppisti, per sfuggire alla Bestia Bugblatta di Traal, bisogna avvolgersi la testa in un asciugamano, in quanto la Bestia è talmente stupida da ritenere che se voi non potete vederla, nemmeno lei può vedere voi.

## Wowbagger
Wowbagger l'Eterno Prolungato è un alieno, uno dei pochissimi esseri immortali dell'Universo. Lo scopo che Wowbagger si è prefisso nella vita è insultare l'Universo. Wowbagger non è immortale per nascita, ma lo è diventato per un inesplicabile incidente con un acceleratore di particelle, un pranzo liquido e degli elastici. Con il passare del tempo, Wowbagger aveva cominciato ad annoiarsi della vita e non godere più del suo essere immortale, sviluppando anche un odio profondo per l'Universo ed i suoi abitanti. Aveva quindi intrapreso il progetto di insultare, uno per uno e in ordine alfabetico, tutti gli abitanti dell'Universo; un compito che probabilmente lo avrebbe impegnato per tutta la sua interminabile esistenza. Quando incontra Arthur Dent, sulla Terra primitiva, lo chiama «Cretino» e «Deficiente integrale»; Wowbagger incontrerà Arthur una seconda volta, nel futuro, sempre sulla Terra, ma non riterrà necessario ripetere l'insulto.

## Yooden Vranx
Yooden Vranx è stato il predecessore di Zaphod Beeblebrox come presidente della Galassia. Yooden lo aveva conosciuto quando questi era ancora un bambino; Zaphod, insieme a Ford, si era intrufolato sulla Meganave Commerciale di Arturo comandata da Yooden, che gli aveva dato dei marroni e li aveva rispediti nella prigione di stato di Betelgeuse. Poco prima di morire, Yooden Vranx fa visita a Zaphod e gli propone il piano di candidarsi come Presidente della Galassia, per poi rubare l'astronave Cuore d'Oro. Fu sempre Yooden a suggerire a Zaphod di isolare le zone del suo cervello che contenevano questo piano, in modo che nessuno lo scoprisse.

## Zaphod Beeblebrox
Zaphod Beeblebrox è un alieno dalla personalità bizzarra, proveniente da un pianeta vicino Betelgeuse, ed è un cugino alla lontana di Ford Prefect. Ha due teste e tre braccia. Zaphod viene nominato «Presidente della Galassia», ma perde la carica poco dopo per aver rubato la potente astronave Cuore d'Oro.

## Zaphod Beeblebrox Quarto
Zaphod Beeblebrox Quarto è il bisnonno di Zaphod Beeblebrox; l'anomalia nella successione è dovuta, spiega Zaphod Primo, ad un incidente con un contraccettivo e una macchina del tempo.
Zaphod Beeblebrox Quarto è, in effetti, morto, ma il suo fantasma aiuta i membri della Cuore d'Oro a salvarsi dall'attacco delle navi Vogon. Zaphod Quarto mostra di non apprezzare per niente la condotta del nipote, che per lui è una specie di degenerato; tuttavia sarà lui a rivelargli qual è il compito a cui è destinato: trovare l'uomo che governa l'Universo.

## Zarniwoop
Zarniwoop è uno dei dirigenti dell'editore della Guida Galattica per gli Autostoppisti. È, oltretutto, uno degli artefici del piano per trovare l'uomo che governa l'Universo. Zarniwoop salva Zaphod Beeblebrox quando deve entrare nel Vortice di Prospettiva Totale sul mondo B di Ranonia, facendolo entrare in un Universo Sintetico in cui sarebbe potuto sopravvivere tranquillamente alla prova.

## Zarquon
Zarquon è un leggendario profeta venerato da molti nella Galassia, il cui ritorno viene atteso alla fine dei tempi. Compare in particolare nel romanzo Ristorante al termine dell'Universo, ma viene citato anche in altri romanzi della serie.
Zarquon è un Grande Profeta che aveva preannunciato il suo ritorno, un giorno. Effettivamente tiene fede alla sua promessa, anche se abbastanza tardivamente, comparendo verso la fine dello spettacolo "Fine della Storia" da Milliways, il ristorante al termine dell'Universo, e scatenando l'entusiasmo dei suoi fedeli, che lo avevano aspettato pazientemente fino ad allora. Viene descritto come «un vecchio con la barba, vestito di luce. Nei suoi occhi c'erano stelle e la sua fronte era cinta da una corona d'oro». Purtroppo la sua eventuale rivelazione finale viene inopinatamente interrotta dalla subitanea fine dell'universo e va persa per sempre.
Che sia per questo motivo o per altro, il nome di Zarquon viene spesso utilizzato come esclamazione o invocazione o imprecazione da vari personaggi, in particolare Zaphod Beeblebrox, in locuzioni del tipo: "per Zarquon", "grande Zarquon!", o semplicemente "Zarquon".